# Brave Little Tailor
Brave Little Tailor és un curtmetratge d'animació estatunidenc de 1938 produït per Walt Disney Productions i llançat per RKO Radio Pictures. És una adaptació del conte de fades El sastre valent amb Mickey Mouse al paper principal. Va ser dirigit per Bill Roberts i compta amb música original d'Albert Hay Malotte. El repartiment de veu inclou Walt Disney com Mickey, Marcellite Garner com Minnie i Eddie Holden com el gegant. Va ser el 103è curt de la sèrie de pel·lícules de Mickey Mouse a estrenar-se i el cinquè d'aquell any.
La pel·lícula va ser nominada per a l'Oscar al millor curtmetratge d'animació als Premis Oscar de 1938, però va perdre davant Ferdinand the Bull, també de Disney. L'any 1994, membres del camp de l'animació van classificar-la com el 26è millor dibuix animat de tots els temps en una llista compilada per al llibre The 50 Greatest Cartoons.

## Argument
Durant l'Edat Mitjana a Europa, un rei busca un guerrer valent per matar un gegant que ha estat terroritzant el seu petit regne. Hi ha molta discussió al poble, però ningú està disposat a assumir la tasca. Mentre això passa, un jove sastre camperol (Mickey Mouse) mata set mosques alhora mentre està a la seva feina. Sense saber-ho, interromp una conversa entre diversos camperols sobre els problemes amb el gegant per presumir en veu alta del seu èxit:
Pagès (als seus amics): "Say, did you ever kill a giant?" (Digues, has matat mai un gegant?)
Mickey (traient el cap per la finestra): "I killed seven with one blow!" (En vaig matar set d'un cop!)
La xafarderia que en Mickey ha matat set gegants d'un sol cop s'estén ràpidament pel regne. El rei el convoca i li pregunta si realment "en va matar set d'un cop". Entra en un relat elaborat de com va matar-ne set (mosques, no gegants com creu el rei), que impressiona el rei prou com per nomenar-lo "Royal High Killer of the Giant" (Reial Alt Matador del Gegant). En descobrir el malentès, tota la confiança d'en Mickey desapareix, i intenta balbucejar per sortir-se de l'encàrrec. El rei creu que espera una paga més gran i li ofereix riqueses cada cop més vastes i després (a proposta d'ella) la mà de la seva única filla, la princesa Minnie, en matrimoni si pot matar, o almenys sotmetre, el gegant. Enamorat de la Minnie, Mickey proclama que "tallarà [el gegant] a la meva mida" i marxa cap al cau del gegant. Quan les portes de la ciutat es tanquen darrere seu, però, la seva confiança li falla i vol tornar enrere, però veu la Minnie i la gent del poble ovacionant-lo des de les parets i decideix seguir endavant.
En Mickey es pregunta què fer. "No sé com atrapar un gegant". Just aleshores, el gegant apareix, obligant en Mickey a buscar un lloc on amagar-se mentre el gegant aixafa pedres, arbres i edificis sota els seus peus mentre busca menjar pel camp. S'asseu en un graner i es menja un carro de carbasses com si fossin raïm. En Mickey, que s'amagava al carro amb les carabasses, s'aferra a l'úvula del gegant per no ser empassat, la qual cosa li provoca singlot al gegant. Per posar-hi remei, el gegant treu un pou d'aigua del terra i en beu com si fos un termo, i en Mickey es salva de l'estómac del gegant aferrant-se a la galleda del pou. Tanmateix, l'alleujament és de curta durada, ja que el gegant gairebé immediatament agafa el paller en el qual en Mickey busca refugi i l'enrotlla en un cigarret, encenent-lo amb l'estufa d'una casa propera (després d'aixecar el terrat per aconseguir-lo). Després es recolza en una sitja per relaxar-se. El fum fa esternudar en Mickey, que finalment crida l'atenció del gegant.
El gegant intenta aixafar en Mickey, però falla. Mickey atrau els gegants per enfilar-se sota les seves mànigues i ràpidament utilitza una agulla i un fil per lligar les extremitats del gegant. Llavors li fa un llaç al nas al gegant i l'estira cap amunt, impedint-li d'obrir els ulls, abans de girar al seu voltant i fer-lo ensopegar. El gegant cau, aterrant amb tanta força que un tros de terra vola a l'aire i aterra al seu cap, noquejant-lo. En Mickey s'empolsava les mans triomfant.
Després de la derrota del gegant, es construeix un parc d'atraccions al lloc de la batalla. Les atraccions de carnaval s'accionen, mitjançant una sèrie de cinturons i engranatges connectats a un molí de vent, pel vent del gegant que ronca, estant encadenat a terra. La pel·lícula acaba amb el rei i un Mickey i una Minnie acabats de casar gaudint d'un passeig al carrusel.

## Adaptacions
Del 28 d'agost al 27 de novembre de 1938, la tira còmica de Mickey Mouse va publicar 14 còmics de diaris dominicals que relaten la història sota el títol The Brave Little Tailor. Aquesta versió va ser completada per segments que mostraven l'"autèntic" Mickey Mouse com un actor que Walt Disney va escollir per aparèixer a la pel·lícula. El còmic té Mac MacCorker com a director fictici del curt. Goofy també apareix en aquestes escenes i, després de l'embolcall, porta la mateixa roba que portava al curtmetratge The Whalers, que es va estrenar el mes abans de Tailor. La història va ser escrita per Merrill De Maris i dibuixada per Manuel Gonzales i Floyd Gottfredson, amb tinta de Ted Thwaites.
L'any 1985, Bantam Books va publicar un llibre per a nens anomenat Mickey Meets the Giant on Mickey es trobava amb el mateix gegant que el d'aquest curt. Aquesta versió era una mica més fidel al conte de fades original, sostenint que el sastre enganya el gegant amb aparents gestes de força.

## Mitjans domèstics
El curt es va estrenar el 4 de desembre de 2001 com a part de Walt Disney Treasures: Mickey Mouse in Living Color. També va aparèixer, juntament amb A Knight for a Day, als llançaments de DVD de The Sword in the Stone i es va incloure a la recopilació combinada Celebrating Mickey Blu-ray/DVD/Digital del 2018.